# Frank Capone
Pour les articles homonymes, voir Capone.
Frank Capone, de son vrai nom Salvatore Capone, est né en janvier 1895 à Brooklyn (New York) et décédé le 1er avril 1924 à Chicago (États-Unis). Frank Capone fit partie des gangsters de Chicago qui participèrent à la tentative de prise de contrôle de la ville de Cicero. Il était le frère d'Al Capone

## Biographie
Frank Capone était le fils de Gabriele Capone, un immigrant italien qui s'installa avec sa femme Teresina à New York en 1894. Outre Al, Frank avait un autre frère qui devint également gangster, Ralph Capone. Ayant grandi à New York, Frank et Al prirent part au tristement célèbre Five Points Gang avec le gangster Johnny Torrio.
En 1918, Torrio déménagea à Chicago et demanda à Al, et plus tard à Frank, de le rejoindre.
En 1920, Torrio prit la tête du Gang South Side. Bien qu'Al fut enclin à la violence, Frank était considéré comme bien pire. Alors qu'Al habituellement entamait des négociations, Frank recourait irrémédiablement à la violence, expliquant que, « You never get no back talk from a corpse ».

## La reprise de Cicero
En 1923, la population de Chicago élut un nouveau maire, William Dever, qui réprima Torrio, les frères Capone et leur gang. En réponse, Torrio chargea Al de créer des bordels et des jeux illégaux dans Cicero (une banlieue de Chicago). Frank Capone, quant à lui, fut chargé de représenter le gang dans ses rapports avec le conseil municipal. Frank était doux avec son frère Al, il projetait l'image d'un homme d'affaires respectable, toujours vêtu d'un costume soigné.
Le 1er avril 1924 se tinrent des élections primaires. Afin de protéger le contrôle politique du gang de Cicero, Frank déclencha une vague de terreur sur la ville. Il envoya des membres armés de mitraillettes et de fusils de chasse à canon scié s'assurer du vote républicain des résidents, comme ils le souhaitaient. Les électeurs non coopératifs furent molestés et interdits de vote. Frank mena également une attaque contre le quartier général de campagne d'un adversaire, saccageant son bureau et agressant plusieurs collaborateurs.

## La police
Le département de police de Chicago (CPD) envoya 70 policiers en civil à Cicero maintenir l'ordre. Les agents et le gang s'affrontèrent toute la journée. Aux alentours de la mi-journée, une trentaine de policiers débarquèrent de neuf voitures devant le bureau de vote situé près de l'usine Western Electric. Déjà à la gare, Frank et Al Capone avaient pensé que ces officiers en civil étaient membres du gang rival Mob North Side. Selon la police, Frank sortit un pistolet et tira sur les policiers. Cependant, certains témoins déclarèrent que Frank n'avait jamais sorti d'arme. Quoi qu'il en soit, les policiers tuèrent Frank de plusieurs dizaines de coups de feu. Al réussit, quant à lui, à s'échapper sain et sauf.
Hors de lui, Al riposta en tuant un officier, en enlèva d'autres et vola plusieurs urnes des bureaux de vote. À la fin de la journée, le candidat des Capone, Klenha, avait gagné les élections.

## Les funérailles
Après la mort de Frank, les journaux de Chicago foisonnèrent d'articles en faveur ou non de la police. Un médecin légiste détermina plus tard que le meurtre de Frank était une fusillade justifiable puisque Frank avait résisté à son arrestation.
Le 4 avril 1924, Frank Capone reçut des funérailles extravagantes, 20 000 dollars de fleurs furent placées autour du cercueil plaqué d'argent et plus de 150 voitures formèrent le cortège. L'ironie de l'histoire voulut qu'Al acheta les fleurs dans une boutique appartenant à son rival du North Side Gang, Dion O'Banion.
Frank fut enterré au cimetière Mount Olivet, un cimetière catholique de Chicago. Le Chicago Tribune rapporta que l'événement était approprié. Par respect pour son frère mort, Al Capone ferma les bordels le temps des funérailles.